# Óriás pekari
Az óriás pekari (Pecari maximus) az emlősök (Mammalia) osztályának párosujjú patások (Artiodactyla) rendjébe, ezen belül a pekarifélék (Tayassuidae) családjába tartozó kétséges faj.

## Felfedezése és rendszertani besorolása
Ezt a negyedik pekarit, Marc van Roosmalen hollandszármazású brazíliai primatólogus fedezte fel 2000-ben. 2003-ban, ő és Lothar Frenz német természetfilmessel levettek egy kondát, amelyet később típuspéldányokként használtak fel. A primatólogus 2007-ben le is írta az állatot, azonban további adatok hiányában eme pekari önálló faji státusza megkérdőjeleződött. A Természetvédelmi Világszövetség (IUCN) 2008-ban Az állatot Adathiányos'ként (Data Deficient) sorolta be; 2011-től pedig azonosnak tartja az örvös pekarival (Pecari tajacu).
A mitokondriális-DNS-vizsgálatok szerint, az óriás pekari és az örvös pekari körülbelül 1-1,2 millió évvel ezelőtt váltak ketté; azonban ezek az adatok megkérdőjelezhetők mivel igen kevés mintát vizsgáltak meg, továbbá nem végezték el a sejtmag-DNS (nDNA), valamint a citogenetikus vizsgálatokat. 2011-ben, újra átnézve van Roosmalen és társainak a leírásait, az óriás pekarinak vélt alaktani és viselkedési jellemzői megegyeznek az örvös pekariéval. Arra a kérdésre a válasz, mely szerint az óriás pekari és örvös pekari két külön faj-e vagy egy és ugyanaz, további kutatásokat követel.

## Előfordulása
Az óriás pekari Brazília és Bolívia területein honos. Pontosabban az Amazonas-medence déli és középső részein, azaz a Madeira és a Tapajós folyók közti eső területen, valamint Bolívia északi részén, a Madidi Nemzeti Park keleti felén.

## Megjelenése
Öt példány alapján eme pekari testhossza 120–137 centiméter, testtömege 40–50 kilogramm. Ezzel a legnagyobb pekarifaj. Az örvös pekaritól megkülönbözteti a nagyobb teste, a hosszabb lábai, a testéhez képest a kisebb feje, valamint a szőrzete. A szőrzete vékony szálú és barna színű, fehérrel „behintve”, a lábai feketébbek. Az örvös pekarihoz hasonlóan van nyakörve, azonban halványabb, kevésbé szembetűnő.

## Életmódja
A megfigyelések szerint párban vagy kis kondákban él. A többi pekarihoz hasonlóan mindenevő.

## Fordítás
- Ez a szócikk részben vagy egészben  a   Giant Peccary című angol Wikipédia-szócikk ezen változatának fordításán alapul.  Az eredeti cikk szerkesztőit annak laptörténete sorolja fel. Ez a jelzés csupán a megfogalmazás eredetét és a szerzői jogokat jelzi, nem szolgál a cikkben szereplő információk forrásmegjelöléseként.